# Builg (Volksstamm)
Die Builg sind ein keltischer Volksstamm, der gegen 500 v. Chr. Irland besiedelte. Als aus Großbritannien stammender Volksstamm lassen sich die Builg der Sprachgruppe der p-keltischen Sprachen zuordnen, was einen kulturell relevanten Unterschied zu den Gälen darstellte, die ca. 100 v. Chr. aus der Bretagne nach Irland zogen.

## Die Builg und die Geschichte Irlands
Ab dem 8. Jahrhundert v. Chr. war Irland Schauplatz einer Reihe an Wellen keltischer Invasionen und Völkerwanderungen, wobei die Builg gemäß dem 1946 durch den Keltologen Thomas F. O’Rahilly entwickelten Modell zur irischen Vorgeschichte die zweite Welle keltischer Invasoren darstellten. Anders als die 700 v. Chr. von Großbritannien aus auf Irland eingetroffenen Cruithne, welche sich anscheinend verhältnismäßig gewaltfrei mit der Bevölkerung in der Umgebung von Leinster und Ulster assimilierten, eroberten die Builg Irland. Hierbei lassen sich vier Unterstämme unterscheiden:
- die Uluti, welche in den nördlichen Teil Irlands zogen und dem Land Ulster seinen Namen gaben, ihre Hauptstadt nahe dem heutigen Navan errichtend;
- die Darini und Robogdii, welche gemeinsam Antrim und North Down besetzten und weitreichende Beziehungen zu Schottland pflegten;
- die Iverni, welche Munster kontrollierten; und
- die Ebdani, welche an der irischen Ostküste blieben und von denen einige behaupten, dass sie einen Landstrich bewohnten, auf dem das spätere Dublin gegründet wurde.

Die Vormachtstellung der Builg auf Irland wurde ca. 300 v. Chr. durch das Eintreffen der Lagin, Domnainn und Gálioin aus dem Gleichgewicht gebracht. Insbesondere die Lagin bevorzugten es jedoch, sich in den durch die Builg nur dünn besiedelten Gebiete in Connacht niederzulassen. Die dortige Herrschaft der Builg wurde durch den langinischen König Cairbre in der (Zweiten) Schlacht von Mag Tuired (in Sligo) gestürzt. Nach und nach scheint sich jedoch ein Modus der Koexistenz zwischen Lagin und Builg herausgebildet zu haben, welcher bis zum Eintreffen der vierten keltischen Invasion, der Gälen, Bestand hatte.
Die Gälen, welche sich in zwei Stämme namens Connachta und Eoganachta unterteilen lassen, erreichten Irland im 1. Jahrhundert v. Chr. Die Connachta folgten dem Fluss Boyne flussaufwärts und erreichten schließlich Tara, den Königssitz der Builg von Leinster. Dort besiegten sie den dortigen bolgischen König und herrschten fortan über den größten Teil Leinsters. Die Eoganachta besetzten durch die Builg nur dünn besiedelten Südwesten Irlands, wobei sich jedoch Hinweise darauf finden lassen, dass es zu freundschaftlichen Beziehungen kam und Builg und Eoganachta Munster gemeinsam beherrschten.

## Quelle
- Cronin, Mike: Irish History for Dummies (Chichester: John Wiley & Sons), 2006; ISBN 978-0-7645-7040-7.